# Sympetrum uniforme
Sympetrum uniforme is een libellensoort uit de familie van de korenbouten (Libellulidae), onderorde echte libellen (Anisoptera).
De wetenschappelijke naam Sympetrum uniforme is voor het eerst geldig gepubliceerd in 1883 door Selys.